# Jesús Alejandro Palacios
Jesús Alejandro Palacios Olague ( Monterrey, Nuevo León, México, 7 de febrero de 1983) es un exfutbolista mexicano. Jugaba de mediocampista y su último equipo fue Mérida FC del Ascenso MX

## Trayectoria
Joven mediocampista que recibe la oportunidad de jugar con el primer equipo de Tigres UANL en el Apertura 2003. Destacó bastante en el torneo Interliga 2004 y para el Clausura 2004 comienza el torneo como titular ante las suspensiones de los regiomontanos. Era un buen volante con inteligencia y buen toque de balón, destaca su disparo de media y larga distancia. 
Para el torneo de Apertura 2008 es traspasado al Necaxa. Y para el clausura 2009 pasa a formar parte del San Luis. En el 2012 llega a La Piedad. A partir del 2013 juega para los Leones Negros de la Universidad de Guadalajara.

## Clubes
| Club                                           | País   | Año         |
| ---------------------------------------------- | ------ | ----------- |
| Tigres de la UANL                              | México | 2003-2008   |
| Necaxa                                         | México | 2008        |
| San Luis                                       | México | 2009- 2010  |
| Necaxa                                         | México | 2010- 2011  |
| La Piedad                                      | México | 2012 - 2013 |
| Leones Negros de la Universidad de Guadalajara | México | 2013 - 2014 |
| Atlético San Luis                              | México | 2015 - 2015 |
| Venados F.C.                                   | México | 2015 - 2020 |

## Palmarés

### Campeonatos nacionales
| Título          | Club                         | País   | Año  |
| --------------- | ---------------------------- | ------ | ---- |
| Liga de Ascenso | Leones Negros de la U. de G. | México | 2013 |

- Datos: Q6188591